# Колонны со статуями Победы

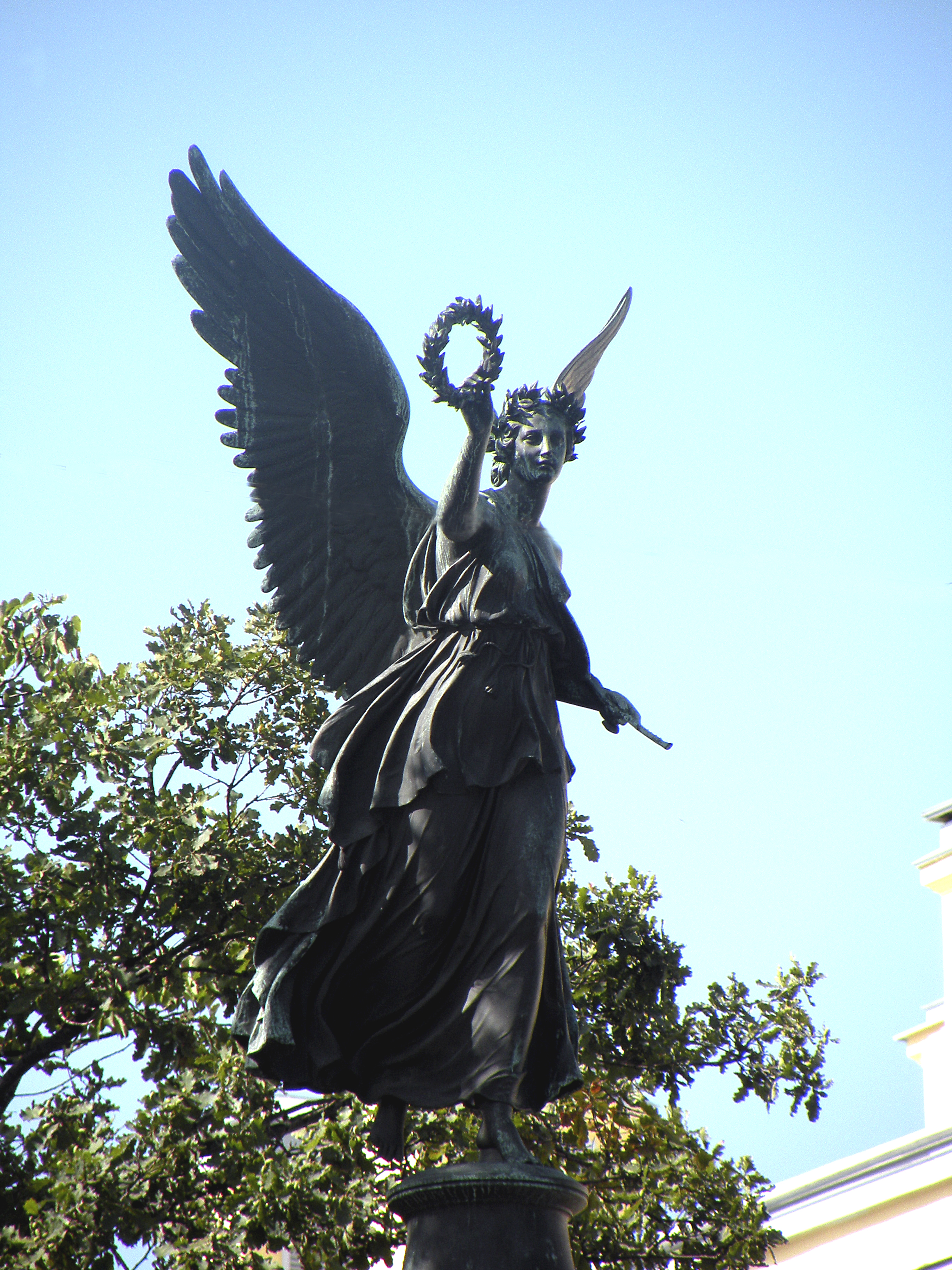
Статуя Ники на колонне

Колонны со статуями Победы — памятник архитектуры. Расположены в Санкт-Петербурге на Конногвардейском бульваре между зданиями Синода и Конногвардейского манежа.
В 1827 году К. И. Росси при составлении проекта зданий Сената и Синода предложил установить по оси Адмиралтейского канала монументальную колонну, но проект не был реализован. В 1842 году Адмиралтейский канал был заключён в трубу, и 1 февраля 1845 года был утверждён проект Росси по созданию на месте канала бульвара, в рамках которого предусматривалась установка двух колонн со статуями Победы. Работами по созданию бульвара в 1845—1846 годах руководил Н. Е. Ефимов.
Бронзовые статуи были сделаны по модели К. Д. Рауха на берлинском заводе и подарены Николаю I Фридрихом-Вильгельмом IV в качестве ответного подарка за копии скульптур «Укротители коней» (статуи — копии «викторий», установленных у Нового павильона Шарлоттенбурга). Николай I заказал Рауху постаменты, но предложенный скульптором проект ему не понравился, и заказ передали Росси. 18 января 1845 года архитектор предлагал в записке с проектом установить ещё две колонны по сторонам от Благовещенского моста («…статуи сии, изображающие победу, будут означать и ту победу, которой увенчалось преодоление всех прежде бывших препятствий к устроению великолепного моста»), но от этой идеи отказались.
Почти десятиметровые колонны сделаны из отполированных монолитов сердобольского (валаамского) гранита и посвящены подвигам Лейб-гвардии Конного полка в Отечественной войне 1812—1814 годов.
В постановлении «О перечне объектов исторического и культурного наследия федерального (общероссийского) значения, находящихся в Санкт-Петербурге» статуи на колоннах названы статуями Славы. Такое же название встречается в некоторых других источниках, иногда с пояснениями о причине ошибки: и Ника, и гений Славы изображаются с крыльями, венком, пальмовой ветвью или знаменем, но гении Славы — лишь сопровождающие богов фигуры, как в случае с колесницей на Нарвских триумфальных воротах, также на атрибуцию фигур указывает процитированное выше письмо Росси и именование оригинальных статуй.